# Associazione Calcio Riunite Messina 1949-1950
Questa pagina raccoglie i dati riguardanti l'Associazione Calcio Riunite Messina nelle competizioni ufficiali della stagione 1949-1950.

## Rosa
| N. |                   | Ruolo | Calciatore             |
| -- | ----------------- | ----- | ---------------------- |
|    | Italia (bandiera) | D     | Renato Avellani        |
|    | Italia (bandiera) | A     | Luigi Bassi            |
|    | Italia (bandiera) | A     | Manlio Bertolin        |
|    | Italia (bandiera) | C     | Sergio Calzavara       |
|    | Italia (bandiera) | C     | Carmine D'Argenio      |
|    | Italia (bandiera) | A     | Stelvio Della Casa     |
|    | Italia (bandiera) | A     | Giovan Battista Fabbri |
|    | Italia (bandiera) | C     | Ugo Gazzari            |
|    | Italia (bandiera) | D     | Lodovico Gennaro       |
|    | Italia (bandiera) | C     | Bruno Maran            |
|    | Italia (bandiera) | A     | Cornelio Marchetto     |

| N. |                   | Ruolo | Calciatore           |
| -- | ----------------- | ----- | -------------------- |
|    | Italia (bandiera) | C     | Dario Moro           |
|    | Italia (bandiera) | C     | Lorenzo Moroni       |
|    | Italia (bandiera) | A     | Giobata Opisso       |
|    | Italia (bandiera) | A     | Antonino Pietta      |
|    | Italia (bandiera) | P     | Portus Silingardi    |
|    | Italia (bandiera) | P     | Giacomo Fincato      |
|    | Italia (bandiera) | A     | Oscarre Spadavecchia |
|    | Italia (bandiera) | P     | Lorenzo Vellutini    |
|    | Italia (bandiera) | C     | Dante Voglino        |
|    | Italia (bandiera) | D     | Dante Zanzottera     |